# 東京がらくた工房
東京がらくた工房（とうきょうがらくたこうぼう）とは、かつて存在したパソコン通信の草の根BBS。

## 概要
かつて、吉野洋充（ハンドルネーム:EXPERT）が開局した草の根BBSであり、後に東京都新宿区弁天町に所在した株式会社エクサ内に置かれた。
ホストプログラムは絵里香、最盛時には光ファイバーによるINS1500でアナログ21回線、モデムは同社製28,800bpsが当てられ、会員数は1万人を超えた。

## 歴史
当初吉野洋充により開設されたが、後に28,800bpsアナログモデムの輸入販売を行うため、榎本大輔と共に事業化された株式会社エクサ内に置かれ、ホストや回線環境が拡充された。

## 事件
- 1996年初頭、BBS宣伝帯を持ったSYSOPをはじめとする有志が、朝の情報番組のライブカメラに映され、全国にその姿が放送された。帯にはBBS回線電話番号が書かれていたため回線へのアクセスが殺到し、モデムから「もしもーし、何の番号ですか!?」という声がしばらく聞こえたという。
- 1997年前半頃、曽根清治によるモデム回線切断事件。BBSの私物化と呼ばれた。復旧は会員からのメール連絡を受けた武田洋幸が行った。